# 东京动画中心

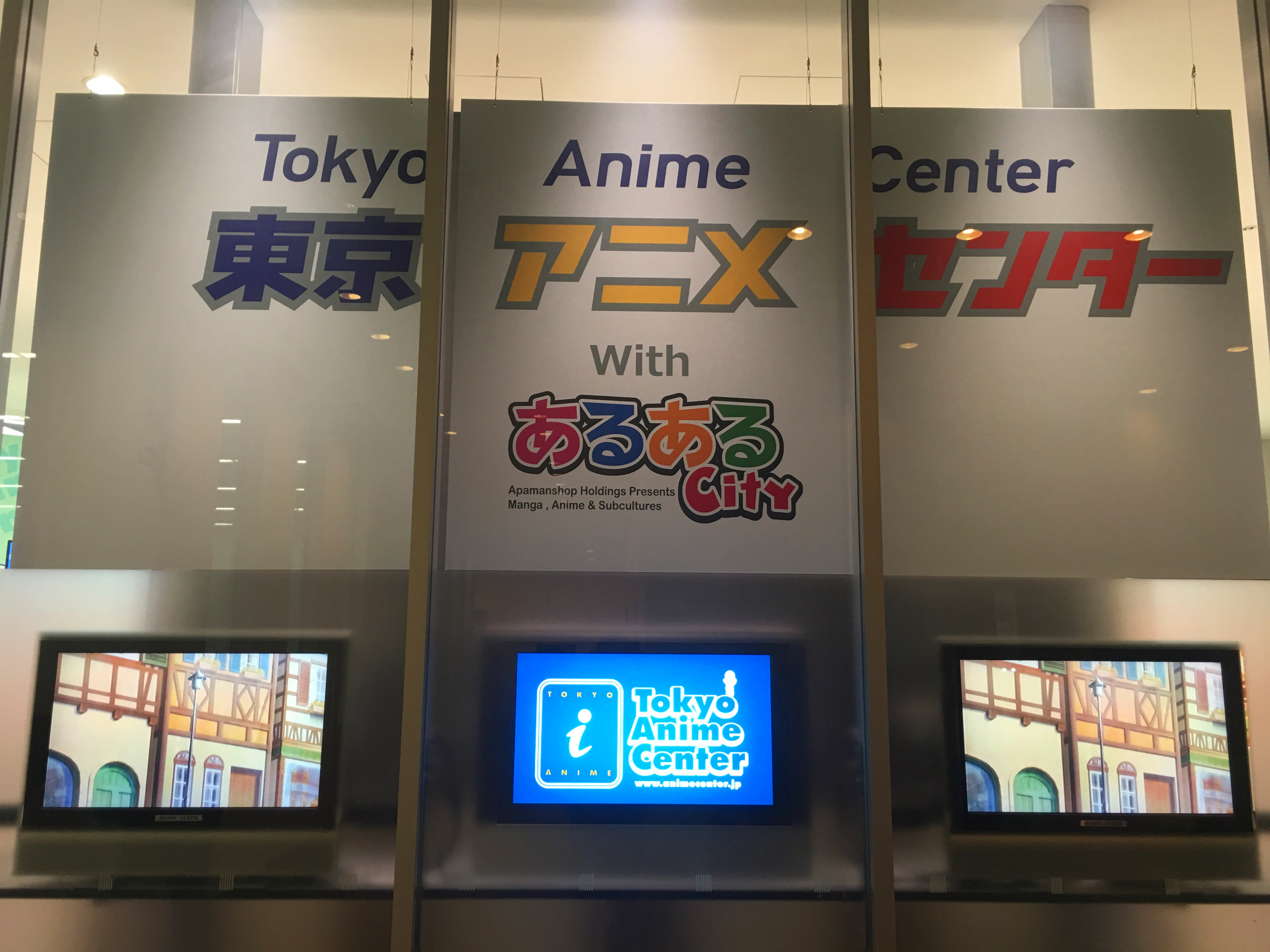
东京动画中心

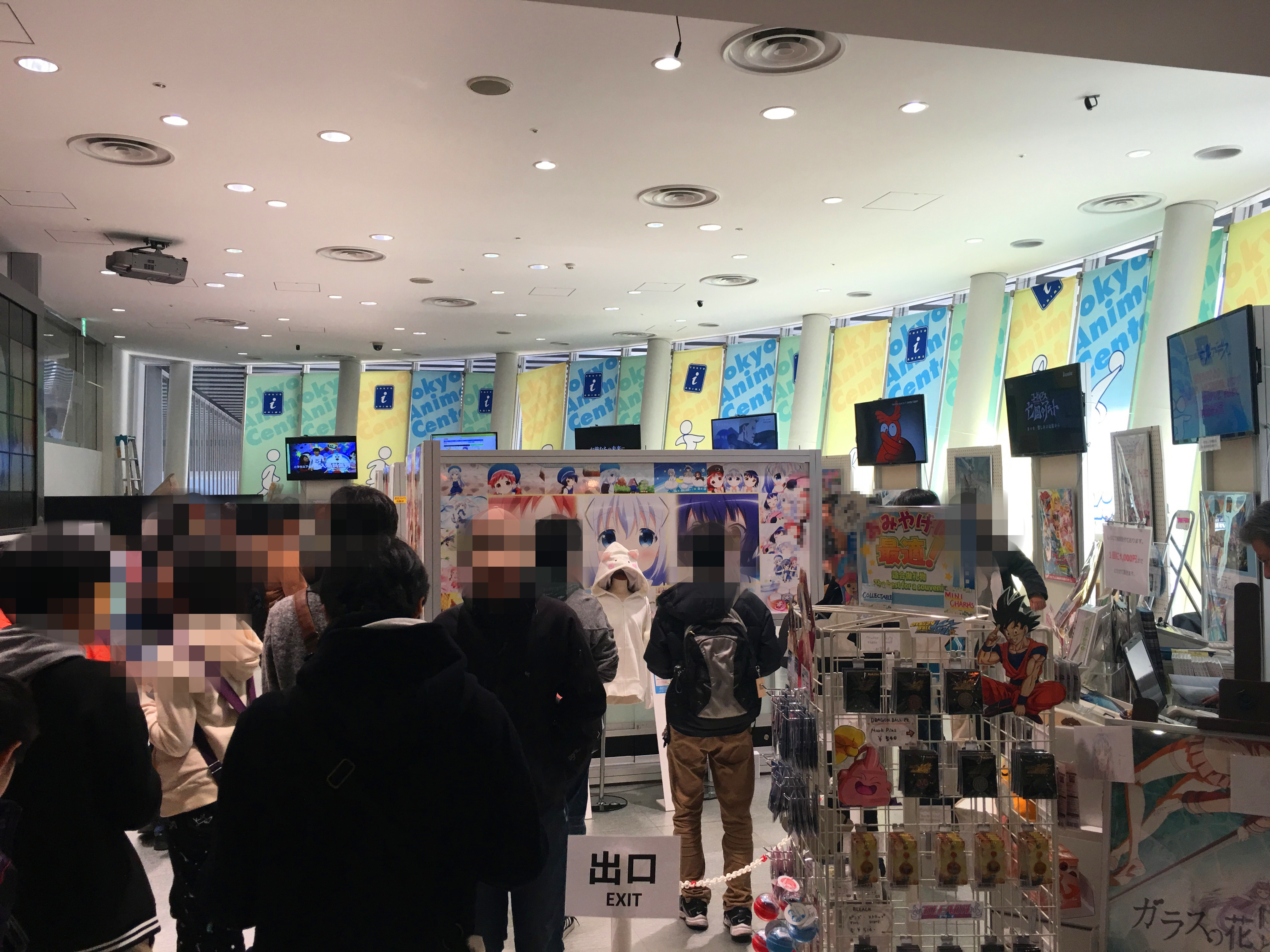
东京动画中心内部

东京动画中心（日语：東京アニメセンター），是位于日本东京都千代田区秋叶原的一个以推广日本动画为目的的机构。该机构会定期举办活动和现场广播采访动画创作者和声优，以及动画相关的推广公司。